# باربی (فرنچایز رسانه‌ای)
باربی (به انگلیسی: Barbie) یک عروسک مد تولید شده توسط شرکت اسباب‌بازی آمریکایی متل است که در مجموعه رسانه‌ای از فیلم‌های پویانمایی رایانه‌ای و رسانه‌های مرتبط ظاهر شده است. از سال ۲۰۰۲ تا ۲۰۱۷ این فیلم‌ها به طور منظم از نیکلودئون در ایالات متحده پخش شد و از آن پس فیلم ها در عوض در سرویس های پخش مانند نتفلیکس منتشر شده اند.
این مجموعه فیلم در سال ۲۰۰۱ با انتشار فیلم باربی در فندق شکن آغاز شد و سال بعد اولین نمایش تلویزیونی خود را در نیکلودئون با دومین فیلم خود، باربی در نقش راپانزل انجام داد. برای ۱۵ سال بعد، فیلم ها هم به صورت دی‌وی‌دی و هم به صورت برنامه تلویزیونی در شبکه نیکلودئون منتشر شدند. آخرین فیلم باربی که در تلویزیون آمریکایی پخش شد در ژانویه ۲۰۱۷ سی و پنجمین نسخه مجموعه فیلم ها، "باربی: قهرمان بازی ویدئویی" بود.
در این فیلم‌ها باربی به‌ عنوان یک بازیگر مجازی نقش شخصیت اصلی فیلم را بازی می‌کند که اغلب باربی در قالب یک دختر مدرن داستان را برای یکی از خواهرانش یا دوست کوچک‌ترش تعریف می‌کند. این فیلم ها در تلاشی برای احیای فروش و علاقه به برند از دهه ۱۹۹۰ به دلیل ظهور رسانه های آنلاین و دیجیتال ساخته شدند. محققانی که تفاوت فیلم‌های باربی با دیگر روایت‌های پرنسس ها را بررسی می‌کنند، به این نتیجه رسیده‌اند که متل عمداً تلاش کرده تا برند خود را بر اساس انتقادات فمینیستی از طریق داستان‌گویی در فیلم‌ها اصلاح کند. 